# Expedición auxiliar de Roque Guruceta al Pacífico

La ruta de los buques Aquiles, Asia, Constante y Clarington en 1824-1825. El mercante Clarington fue incendiado en Guam.

La Expedición auxiliar de Roque Guruceta al Pacífico fue el último y más importante refuerzo naval dirigido hacia América del Sur durante la Independencia Hispanoamericana. Partió de Cádiz el 13 de enero de 1824 y se hizo presente en el Pacífico, con el objetivo de dar apoyo naval a las fuerzas realistas que aún defendían las banderas del rey en el Perú, Alto Perú y la isla de Chiloé.

## Antecedentes

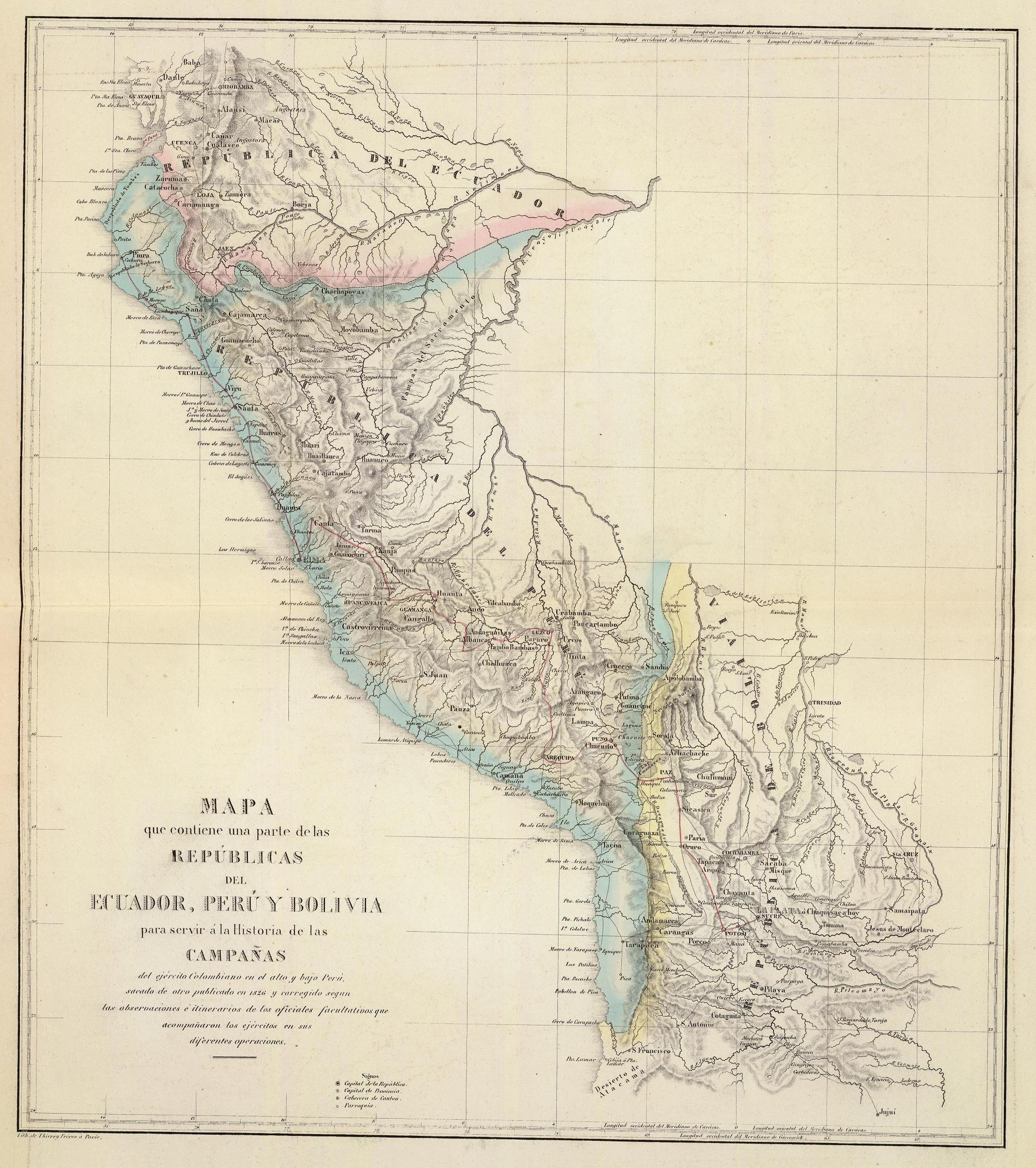
Mapa de las campañas de independencia del Perú y Bolivia.

Tras la proclamación de independencia del estado peruano el proceso parecía estancado por la resistencia militar española, y la inestabilidad del protectorado. Así, mientras la costa y el norte del Perú eran independientes, la sierra peruana y el Alto Perú seguían siendo realistas. El virrey José de la Serna había restablecido su sede de gobierno en el Cuzco. Mientras el motín de Balconcillo fue el primer golpe de Estado que hubo en el Perú y el inicio del caudillaje militar (Primer Militarismo); vale decir, un alzamiento de militares en Lima, el 27 de febrero de 1823, que pidió la proclamación de José de la Riva Agüero como Presidente de la República. Una nueva campaña militar dirigida por el general Santa Cruz que trata de terminar con el Ejército Real del Perú también es derrotada. 
La conclusión de la guerra en el Perú vendría durante la intervención de la Gran Colombia. Ante las sucesivas derrotas militares del Protector José de San Martín, su general Alvarez de Arenales y del presidente Riva Agüero, el Congreso peruano, en disputa con el gobierno de la nación decidió solicitar en 1823 la intervención de Simón Bolívar.  En junio de 1823 el general español José de Canterac se apoderó de Lima y permaneció durante un mes en la capital. Cuando las tropas independentistas, ahora dirigidas desde Trujillo por Simón Bolívar, recuperaron Lima, en el Callao quedaron 2.000 soldados de la división de los Andes, que finalmente se amotinaron en la llamada Sublevación del Callao, pasándose al bando español. Mientras tanto en la sierra peruana, el Cuzco se convertía en la nueva capital virreinal y el Alto Perú se mantenía bajo las banderas del rey, encabezados por jefes como el general Pedro Antonio Olañeta, entre otros.
Entre estos acontecimientos, se prepara en España la flotilla de buques de guerra auxiliar, compuesta por el navío Asia, al mando del Capitán de Navío don Roque Guruceta (jefe de la expedición), que actuaba de Comodoro, y el bergantín "Aquiles" al mando del Teniente de Navío don José Fermín Pavía.
| División Guruceta - Roque Guruceta, jefe de la expedición Unidades y comandantes - Navío de línea S.M.C. Asia, Capitán de Navío Roque Guruceta - Bergantín S.M.C. Aquiles, Teniente de Navío don José Fermín Pavía |

## Desarrollo de los acontecimientos

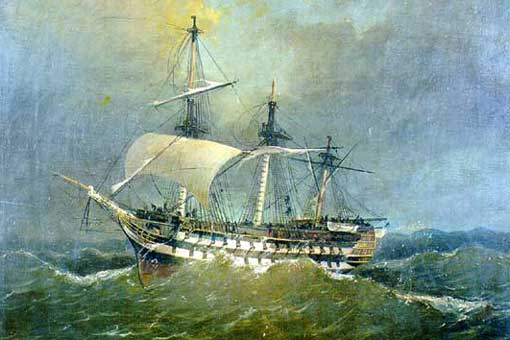
El navío Asia era el buque insignia de la flotilla del comodoro Roque Guruceta.

El 13 de enero de 1824 zarpaba de Cádiz la flotilla con 1000 hombres entre tripulaciones y soldados. Después de un largo viaje, el 15 de marzo los buques recalan en Puerto Egmont de las Islas Malvinas para un breve descanso y preparar los aparejos para cruzar el Cabo de Hornos. 
El día 27 de marzo zarpa de aquel lugar con dirección al puerto de San Carlos de Ancud, Chiloé donde llegan el día 27 de abril, justamente algunos días después del zarpe de regreso de la Primera Expedición de Freire, que había decidido reembarcar sus fuerzas tras las acciones adversas de la campaña.
El gobernador de la isla, Antonio de Quintanilla le facilita todas las provisiones necesarias a la flotilla de Guruceta. 
Por aquel entonces Lima había sido reocupada por los realistas, encontrándose la Fortaleza del Real Felipe en el Callao al mando del brigadier José Ramón Rodil y Campillo. Siguiendo su propio plan, en El Callao, el brigadier Rodil en junio de 1824, falto de personal con experiencia marinera, ordenó embarcar a todos los prisioneros patriotas que tuvieran experiencia y conocimientos en navegación y marinería de entre los que estaban confinados en la prisión fortaleza real Felipe. Así fue, como el capitán chileno Pedro Angulo Novoa fue embarcado inicialmente en el bergantín Constante, a servir a la fuerza como oficial, junto a otros marineros chilenos y de otras nacionalidades hispanoamericanas.
Después de invernar en Chiloé, abasteciéndose de los escasos medios de que disponía el brigadier Quintanilla, el comodoro Guruceta se decidió a zarpar al Perú, levando anclas el 15 de agosto. Para no tener interferencias en su travesía, trazó un rumbo a 300 millas de la costa y, en esta forma, evadió toda posible interceptación con unidades chilenas; sin embargo, por una coincidencia fue avistado por el pesquero inglés Snipe, procedente de Calcuta, que fondeó en Valparaíso el 26 de agosto, dando aviso a las autoridades chilenas.
La flotilla arribó primero a Quilca en el sur del Perú para recabar información del panorama estratégico del momento, cerciorándose de la ausencia de elementos adversarios en el mar y continuar luego a su destino en El Callao, donde arribó el 13 de septiembre para tomar fondeadero al abrigo de las fortificaciones terrestres. 
El comandante Guruceta desperdició la oportunidad de batir a los buques peruanos que bloqueaban el puerto dejándolos ir, pese al desafío a que le instó el almirante Martin Guisse, que habiendo levado anclas desde su posición en isla San Lorenzo, intentó retarlo disparando dos salvas. Aunque de todas maneras logró levantar temporalmente el asedio marítimo del Callao.
Tras reaprovisionarse y reforzar sus guarniciones con 200 soldados del batallón de Arequipa al mando del brigadier Mateo Ramírez zarparon a los puertos del Sur.
El comodoro Guruceta recibió el título de Comandante en Jefe de las Fuerzas Navales Españolas en el Pacífico, Ahora además de contar con el navío Asia y el bergantín Aquiles se le unieron a sus fuerzas la corbeta Victoria de Ica y los bergantines Constante y Pezuela, estos buques fueron recapturados tras la recuperación del puerto de Callao. Estos buques concentrados en El Callao y con un extenso litoral desde California hasta el cabo de Hornos, tenían posibilidades de operar desde Quilca, al Sur del Perú, y en Chiloé, en Chile Austral.

### Combate naval del Callao
El 7 de octubre, Guruceta se encontró con la flota peruana a su arribo a El Callao. El almirante Guise volvió a fondear más tarde en la isla San Lorenzo el 6 de octubre, con el propósito de retar al adversario español, ante lo cual, el comodoro Guruceta embarcó en su navío 200 soldados escogidos y se decidió a zarpar al día siguiente dirigiéndose directamente a interceptar al enemigo.
Los buques peruanos que estaban compuestos por una fragata insignia, Protector, (ex Prueba); una corbeta y cuatro bergantines dieron a su vez la vela y aceptaron el combate.
Al cabo de un corto tiempo, los buques peruanos se pronunciaron en retirada tras haber recibido el buque insignia Protector, varios impactos en casco y aparejo. El jefe español continuó la caza por 2 horas más, volviendo luego a puerto, pareciéndole “indecoroso ocuparse de aquellos barcuchos fugitivos”.
Esta curiosa reacción de un jefe en la única oportunidad que se le presentó para destruir la escuadra enemiga y asegurar el dominio del mar. este hecho bajo la moral de su gente que apreciaba la inutilidad de su presencia en el Pacífico, esto afectaría hondamente en los próximos acontecimientos.

### Otras actividades
El 20 de octubre, El comodoro Guruceta zarpa del Callao con su escuadrilla escoltando a dos transportes con tropas con destino a Chiloé, Ilo y, finalmente a Quilca, donde entró el 19 de noviembre. 
Zarpó de Quilca el 4 de diciembre y fondeo en Ilo, zarpando el día 14 para buscar por espacio de 4 días a la escuadra al mando de Manuel Blanco Encalada sin conseguirlo, regresando a Quilca el 19 de diciembre.

### Capitulación de Ayacucho y retirada de la flota de Guruceta

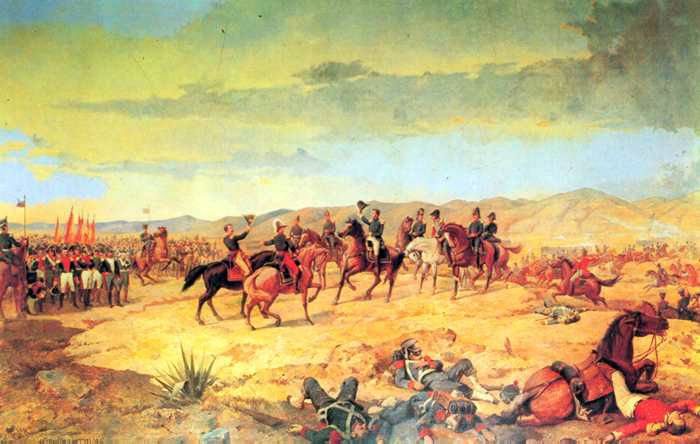
La derrota española en la batalla de Ayacucho selló la victoria de los patriotas en América.

Roque Guruceta estaba en el puerto de Quilca durante la derrota de los realistas en la Batalla de Ayacucho.  El 24 de diciembre Guruceta se entera de la derrota del ejército y la Capitulación de Ayacucho donde se incluya la rendición de las fuerzas marítimas. En dicha capitulación, Sucre pactó con Canterac que la armada española con el navío Asia como buque insignia de la flota al mando de Roque Guruceta, debía abandonar la zona de conflicto, dejando la fortaleza del Callao y la isla de Chiloé sin apoyo naval.
Guruceta zarparía de Quilca  el 1º de enero de 1825 sin esperar al virrey La Serna, puso rumbo a Callao,  alegando economizar raciones desembarca allí a los veteranos del batallón Arequipa, a los que abandonó a su suerte. Tampoco tomó contacto con el comandante del puerto de Callao para, en palabras del brigadier Andrés García Camba, poder ofrecer sus importantes servicios al sitiado brigadier Rodil. 
El 5 de enero de 1825 el navío Asia zarpó con rumbo a las Filipinas junto a los bergantines Constante, y "Aquiles", y la corbeta transporte Clarington. El resto de las fuerzas marítimas salieron para Europa vía Cabo de Hornos, la corbeta Victoria de Ica y el bergantín Pezuela, y para Chiloé la balandra Real Felipe y el transporte Trinidad.
Con Guruceta iban a bordo dos antiguos oficiales del Ejército Real del Perú, los brigadieres Ramírez y García Camba, este último dejaría en sus memorias una detallada descripción de los acontecimientos posteriores.
Después de salir de las costas Américas Guruceta fondearía en las islas Marianas para reparaciones y aprovisionamiento en marzo de 1825. 
Al llegar a la isla Guaján el día 10 de marzo, la tripulación del Asia, se sublevó, mientras que la del bergantín "Constante" lo hizo el 12 de marzo y abandonó a la oficialidad en tierra y pusieron de nuevo rumbo a América llegando posteriormente a México donde las naves serían entregadas a esas autoridades.
Los oficiales entre ellos Guruceta abandonados fueron recogidos días después por un ballenero inglés en el que fueron transportados a Manila. Desde ese lugar se envió el navío Soberano en busca del buque amotinado, aunque no tuvo éxito en la tarea de hallarlo.
En cuanto al bergantín Aquiles, se mantuvo fiel algunos días más, pero el 14 de marzo el marino chileno Pedro Angulo Novoa que viajaba en el buque en calidad de prisionero logró sublevar el buque y con él que se dirigió a México y luego a Valparaíso, donde hizo entrega de la nave al gobierno chileno.
En fin de cuentas, solo el transporte Clarington lograría llegar a las Filipinas donde también finalizaría sus días en las Islas Marianas, incendiado durante la lucha con los amotinados.

## Consecuencias
La escuadra de Guruceta se había retirado de las costas americanas, dejando los mares totalmente a disposición de los patriotas, demostrando que la expedición había sido un fracaso y la total ineptitud de su comandante, al dejarse llevar por el pánico tras la derrota de Ayacucho, lo que le valió ácidos comentarios de sus connacionales. De España ya no llegaría ninguna otra expedición para auxiliar a las fuerzas españolas en el Pacífico Sur. 
Ahora el puerto del Callao y la austral isla de Chiloé, aún bajo dominio realista y excluidos de la capitulación de Ayacucho, quedaban a merced de los patriotas. El brigadier Rodil se lamentó del incomprensible abandono en que le había dejado la armada española diciendo:

"….me he persuadido de que la escuadra que Don Roque Guruceta tiene a sus ordenes se ha hecho a la vela desde Quilca para Manila. Esto permite inferir que el honor, la constancia y la fortuna han desamparado a nuestros compañeros de armas en estas regiones."

Dos días después de que la flota española abandonase a los sitiados españoles en el Callao, se presenta ante el puerto una imponente flota combinada de los patriotas al mando del Almirante chileno Manuel Blanco Encalada con la fragatas "O’Higgins" y "Protector", la corbeta "Pichincha" y los bergantines "Limeña", "Moctezuma", "Congreso", "Macedonia" y "Chimborazo", estableciéndose un férreo bloqueo naval complementario al terrestre que ya sufría la guarnición española.
Por otro lado, el gobierno chileno, encabezado por el general Ramón Freire, comandaba una segunda expedición en 1826 para derrotar a las tropas realistas que resistían en Chiloé, derrotándolas y obligándolas a capitular el 15 de enero de 1826, firmándose el tratado de Tantauco, acuerdo que marcó la incorporación definitiva del archipiélago a la República de Chile. Una semana después de este hecho, se produjo la rendición de las fuerzas españolas en el Callao, el último reducto español en América del Sur.